# Vive Kielce
Vive Kielce is een Poolse handbalclub uit Kielce. Vive Kielce is opgericht in 1965. Het eerste herenteam komt uit in de Superliga en EHF Champions League.

## Geschiedenis
Om de echte clubgeschiedenis beter te leren kennen, is het noodzakelijk om de tijd voor de Tweede Wereldoorlog te herinneren. In 1935 werd bij de wapenfabriek Granat in Kielce de Sports-Educational Society Granat opgericht. Na de Tweede Wereldoorlog veranderde de wapenfabriek Granat van naam in Metal Factory Kielce (ZMK) en werd de sportclub Stal ZMK opgericht. In 1957 veranderde sportclub Stal ZMK de naam in sportclub Iskra, hetzelfde als de naam van de fabriek, die werd opgericht in plaats van de voormalige metaalfabriek Kielce. Nauwkeurige fabriek Iskra behoorde tot sportfederatie Stal, die de metalen en metallurgische werken samenbond.
In december 1965 nam de sportclub „Iskra” met veel secties de spelers over van het team TKKF, actief bij de Metal Works KZWM SHL, en richtte het handbalteam op. Na 5 jaar competitie werd "the seven" van Iskra gepromoveerd naar III Central League en een jaar later naar II League. Aan het einde van het eerste seizoen in de II League werd Iskra derde. In het seizoen 1972/73 werd het vijfde. In het voorjaar van 1973 verklaarden de twee Kielce-sportclubs: "SHL" en "Iskra" zich klaar om lid te worden om een krachtige sportclub op te richten. Op 10 juli 1973 verenigden ze zich. De nieuwe club kreeg de naam Korona Kielce en werd geregistreerd als Kielce Sports Association „Korona”. De moeder werkt van twee voormalige clubs: FŁT "Iskra" en "Polmo SHL" werden de beschermheren. De nieuwe club begon haar activiteit in vier secties: voetbal, handbal, fiets en motor. De directe beschermheer van de handbalafdeling, bestaande uit de voormalige spelers van Sportclub "Iskra", werd metaalfabriek FŁT "Iskra".
In maart 1975 werd het handbalteam uit Kielce, dat al MKS „Korona” heette, voor het eerst gepromoveerd naar het kampioenschap van Polen. Helaas maken ze bij hun debuut een klasse lager. In 1978 promoveerde de club opnieuw naar de hoogste klasse en na het seizoen werd het achtste. In 1979 behaalde Korona zijn eerste succes. Het kreeg de bronzen medaille in het kampioenschap van Polen. Daarna vielen de Kielce-spelers in de lagere klasse, maar in 1984 promoveerden ze weer naar de groep van de beste teams van het land. In 1985 werd Korona bekroond met de beker van Polen, wat het grootste succes was sinds het begin van zijn activiteit. Sinds 1985 heeft de club een eigen sporthal voor 1.600 toeschouwers in de Krakowska-straat. Sinds de tweede helft van 1989 heeft de club Korona te kampen gehad met ernstige organisatorische en financiële problemen. De subsidies van de beschermheilige FŁT "Iskra" en "Polmo - SHL" werden elk jaar slechter.
In het voorjaar van 1991 besloten de personen die actief met handbal bezig waren, zich te scheiden van Korona. Op 18 april 1991 werd een nieuwe handbalvereniging met één sectie opgericht. Het keerde terug naar zijn oorspronkelijke naam: Iskra Kielce. De Metal Works "Iskra" ondersteunden het alleen door de sporthal te sponsoren en te onderhouden. Ondanks een moeilijk begin begon het "gouden tijdperk" en de reeks grootste triomfen van het Kielce-team. In de jaren 1992-1999 was Iskra ongetwijfeld het beste Poolse team. In de jaren 1992-1994 was "Iskierka" tweemaal de kampioen van het land en in 1995 was hij vice-kampioen en vocht hij wanhopig tegen Petrochemia Płock. De situatie was vrij gelijkaardig tijdens de finale van de Poolse beker, toen Iskra tweede werd. Deze positie gaf het team het recht om te starten in de competitie van de Cup of Cup Winner. Op dit moment behaalde de club enkele successen in Europese bekertoernooien. In 1995 verloor het Kielce-team een gevecht in de kwartfinale van PZP. In 1997 tijdens de Federation Cup Competitie werd Kielce team amper uitgeschakeld in de kwartfinale. Ze verloren de wedstrijd met twee wedstrijden tegen de toekomstige winnaar van deze beker - de Duitse THW Kiel. Maar het grootste succes van die tijd was de promotie naar de EHF Champions League. In 1999 promoveerde Iskra als het eerste mannenhandbalteam naar deze prestigieuze competitie en versloeg een Zweedse kampioen. In de Champions League behaalde het team 6 punten en werd derde in hun groep. In 2000 won het team de Poolse beker en in 2001 de bronzen medaille op het kampioenschap van Polen. Het seizoen 2001/2002 was niet goed. Iskra werd amper vijfde in de competitie. Het Kielce-team speelde in de finale van de Poolse beker, na wanhopig gevecht verloren ze een wedstrijd tegen KS Warszawianka.
De belangrijkste verandering in 2002 was de overname van de club door Bertus Servaas - zakenman, de eigenaar van de onderneming Vive Textile Recycling. Toen hij de voorzitter van de club was (de naam was al "Vive"), was hij opnieuw de kampioen van Polen en versloeg hij zijn grootste deelnemer - Wisła Płock. In 2006 kon het team voor het eerst spelen in de nieuwe sporthal, die plaats bood aan 3.000 toeschouwers. Tegenwoordig heet deze faciliteit met vele functies "The Hall of Legions". (Hala Legionów). Sinds die tijd zijn alle wedstrijden daar gespeeld tot op de dag van vandaag. Het is het succesvolle team dat goede posities in Europa behaalt.

## Erelijst

### Nationale titels
Landskampioen:
- 1993, 1994, 1996, 1998, 1999, 2003, 2009, 2010, 2012, 2013, 2014, 2015, 2016, 2017, 2018, 2019

Bekerwinnaar:
- 1985, 2000, 2003, 2004, 2006, 2009, 2010, 2011, 2012, 2013, 2014, 2015, 2016, 2017, 2018, 2019

### Internationale titels
EHF Champions League:
- 2016

IHF Super Globe:
- 2016

 Limburgse Handbal Dagen:
- 2005